# فيليكا أوليكساندريفكا (كيرسونسكا)
فيليكا أوليكساندريفكا (Велика Олександрівка) هي مدينة في مقاطعة كيرسونسكا في أوكرانيا.
يبلغ عدد سكانها حوالي 7137 نسمة.